# Tony Randall
Anthony Leonard "Tony" Randall (nacido como Aryeh Leonard Rosenberg; 26 de febrero de 1920-17 de mayo de 2004) fue un actor estadounidense, ganador de un Premio Emmy.

## Biografía
Nació como Arthur Leonard Rosenberg en una familia judía de Tulsa (Oklahoma, Estados Unidos), hijo de Julia Finston y Mogscha Rosenberg, quien era un comerciante de arte y antigüedades. Tenía una hermana llamada Edna.

## Trayectoria profesional

### Teatro
Randall comenzó su carrera sobre los escenarios, apareciendo en papeles menores en Broadway, y funciones de apoyo en las giras. En la década de 1940 uno de sus primeros éxitos se lo debe al papel de Reggie en el serial radiofónico I Love a Mystery. En 1946, participó en el montaje de la obra Las vírgenes de Wimpole Street.  Su primer papel importante en un éxito en Broadway fue en Inherit the Wind (1955). En 1958, protagonizó la comedia musical Oh, Captain!, asumiendo el papel encarnado por Alec Guinness en la versión cinematográfica. Oh, Capitán! fue un fracaso financiero, pero un éxito personal para Randall, que fue nominado al premio Tony por su papel de baile con la legendaria bailarina Alexandra Danilova.
Entre 1988 y 1990, apareció en la producción de John Dexter M. Butterfly.
Periódicamente, interpretó nuevas puestas en escena de The Odd Couple, con Jack Klugman, incluyendo una temporada en Londres en 1996. También intervino junto a Klugman en el reestreno de The Sunshine Boys (1998), ambas de Neil Simon. 
En 1991, fundó el National Actors Theatre, donde puso en escena su última función: Así es (si así os parece), de Luigi Pirandello, en 2003.

### Televisión
Probablemente su mayor popularidad se la debe a la televisión. Su primer papel importante fue como el profesor de historia Weskit Harvey en Mr. Peepers (1952-1955). Después de un largo paréntesis en este medio, regresó en 1970 para dar vida a Félix Unger en la sitcom The Odd Couple, junto a Jack Klugman, un papel que mantendría durante cinco años. Los nombres de los niños de Unger en The Odd Couple fueron Edna y Leonard, el nombre de la hermana de Randall y de sí mismo. 
Posteriormente, actuó en Las tribulaciones del Juez Franklin (The Tony Randall Show) (1976-1978), en la que interpretó a un juez de Filadelfia, y en Love, Sidney (1981-1983).

### Cine
Interpretó a casi todos los personajes principales en la película 7 Faces of Dr. Lao (1964), coprotagonizada por Barbara Eden. La película recibió un Óscar por maquillaje artístico.
Otros películas en las que intervino incluyen Will Success Spoil Rock Hunter? (1957), The Mating Game (1959), Pillow Talk (1959), Let's Make Love (1960), Boys' Night Out (1962), The Brass Bottle (1964), Hello Down There (1969), The King of Comedy (1983) y Gremlins 2: The New Batch (1990).

## Premios y nominaciones
Randall fue nominado a cinco Premios Globo de Oro y dos Premios Emmy, ganando un Emmy en 1975 por su trabajo en la comedia de situación The Odd Couple. En 1993, recibió la medalla de oro de The Hundred Year Association of New York en reconocimiento a "sus contribuciones excepcionales a la Ciudad de Nueva York". La Universidad de Pace le concedió el título de doctor honoris causa en el grado de Bellas Artes en 2003.

## Filmografía

### Cine
| Año  | Título                                                                    | Rol                                                                                              | Notas                                                                           |
| ---- | ------------------------------------------------------------------------- | ------------------------------------------------------------------------------------------------ | ------------------------------------------------------------------------------- |
| 1957 | Oh, Men! Oh, Women!                                                       | Cobbler                                                                                          |                                                                                 |
| 1957 | Will Success Spoil Rock Hunter?                                           | Rockwell P. Hunter/Él mismo/Lover Doll                                                           | Nominado — Golden Globe Award for Best Actor – Motion Picture Musical or Comedy |
| 1957 | No Down Payment                                                           | Jerry Flagg                                                                                      |                                                                                 |
| 1959 | The Mating Game                                                           | Lorenzo Charlton                                                                                 |                                                                                 |
| 1959 | Pillow Talk                                                               | Jonathan Forbes                                                                                  | Nominado — Golden Globe Award for Best Supporting Actor – Motion Picture        |
| 1960 | The Adventures of Huckleberry Finn                                        | Rey de Francia                                                                                   |                                                                                 |
| 1960 | Let's Make Love                                                           | Alexander Coffman                                                                                |                                                                                 |
| 1961 | Lover Come Back                                                           | Peter 'Pete' Ramsey                                                                              | Nominado — Golden Globe Award for Best Supporting Actor – Motion Picture        |
| 1962 | Boys' Night Out                                                           | George Drayton                                                                                   |                                                                                 |
| 1962 | Two Weeks in Another Town                                                 | Ad Lib en el lounge                                                                              | No acreditado                                                                   |
| 1963 | Island of Love                                                            | Paul Ferris                                                                                      |                                                                                 |
| 1964 | 7 Faces of Dr. Lao                                                        | Dr. Lao / Merlin / Pan / Abominable Hombre de las Nieves / Medusa / Serpiente gigante / Él mismo |                                                                                 |
| 1964 | The Brass Bottle                                                          | Harold Ventimore                                                                                 |                                                                                 |
| 1964 | Cuatro gángsters de Chicago                                               | Hood                                                                                             | No acreditado                                                                   |
| 1964 | Send Me No Flowers                                                        | Arnold                                                                                           |                                                                                 |
| 1965 | Fluffy                                                                    | Prof. Daniel Potter                                                                              |                                                                                 |
| 1965 | The Alphabet Murders                                                      | Hércules Poirot                                                                                  |                                                                                 |
| 1966 | Our Man in Marrakesh                                                      | Andrew Jessel                                                                                    |                                                                                 |
| 1969 | Hello Down There                                                          | Fred Miller                                                                                      |                                                                                 |
| 1972 | Everything You Always Wanted to Know About Sex* (*But Were Afraid to Ask) | El operador                                                                                      |                                                                                 |
| 1979 | Scavenger Hunt                                                            | Henry Motley                                                                                     |                                                                                 |
| 1980 | The Gong Show Movie                                                       | Artista en traje                                                                                 |                                                                                 |
| 1980 | Foolin' Around                                                            | Peddicord                                                                                        |                                                                                 |
| 1983 | The King of Comedy                                                        | Él mismo                                                                                         |                                                                                 |
| 1986 | My Little Pony: The Movie                                                 | The Moochick                                                                                     | Papel de voz                                                                    |
| 1987 | The Gnomes' Great Adventure                                               | Rey Gnomo/Fantasma del Lago Negro                                                                | Papel de voz                                                                    |
| 1988 | El hombre del traje marrón                                                | Rev. Edward Chicester/Miss Wilke/Azafata                                                         | Película para TV de Agatha Christie                                             |
| 1989 | It Had to Be You                                                          | Milton                                                                                           |                                                                                 |
| 1989 | That's Adequate                                                           | Anfitrión                                                                                        |                                                                                 |
| 1990 | Gremlins 2: la nueva generación                                           | Cerebro Gremlin                                                                                  | Papel de voz                                                                    |
| 1991 | The Boss                                                                  | Narrador                                                                                         | Papel de voz                                                                    |
| 1993 | Fatal Instinct                                                            | Juez Skanky                                                                                      |                                                                                 |
| 1996 | How the Toys Saved Christmas                                              | Sr. Grimm                                                                                        | Papel de voz                                                                    |
| 2003 | Abajo el amor                                                             | Theodore Banner                                                                                  |                                                                                 |
| 2005 | It's About Time                                                           | Sr. Rosenberg                                                                                    |                                                                                 |